# سیارک ۲۸۵۸
سیارک ۲۸۵۸ (به انگلیسی: 2858 Carlosporter، نامگذاری:1975XB) دو هزار و هشتصد و پنجاه و هشتمین سیارک کشف شده‌است که در ۱ دسامبر ۱۹۷۵ کشف شد.
قدر مطلق سیارک برابر ۱۳٫۷۰ است.